# Särkisaari (ö i Mellersta Finland, Jämsä)
Särkisaari är en ö i Finland. Den ligger i sjön Päijänne och i kommunen Jämsä i landskapet Mellersta Finland, i den södra delen av landet, 190 km norr om huvudstaden Helsingfors. Öns area är 20 hektar och dess största längd är 0,8 kilometer i sydöst-nordvästlig riktning.